# ダナエ (レンブラントの絵画)
『ダナエ』（蘭: Danaë、露: Даная）は、オランダ黄金時代の画家レンブラント・ファン・レインが1636年に描いた絵画である。
フランスの裕福な貿易商で美術コレクターのピエール・クロザ (Pierre Crozat) が18世紀に自身のコレクションに加えた作品で、現在はサンクトペテルブルクのエルミタージュ美術館が所蔵している。この絵画はレンブラントが初めて手がけた等身大ヌード画であり、彼の最高傑作の一つとも見なされているが、作品のサイズが大きかったためになかなか売却できずに長くレンブラントの手元にあったと考えられている。

## 主題と表現
ギリシア神話の英雄ペルセウスの母であるダナエがほぼ等身大で描かれている。彼女は、娘の男児によって殺されるという予言を得た父アルゴス王アクリシオスによって幽閉されていた。そのダナエをオリンポスの主神ゼウスが見初め、黄金の雨に身を変えて訪れ彼女と交わった。

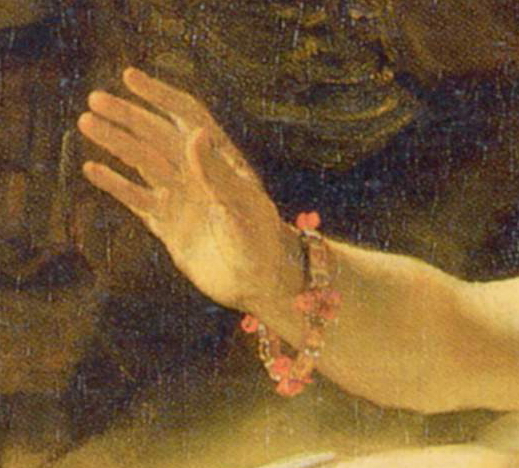
彼女の独立した意思を表現するダナエの右手。

### ダナエ
エルヴィン・パノフスキーは、レンブラントの『ダナエ』には「驚き」「喜び」そして「防衛」という3つの感情があり、それは彼女に訪れた待望の瞬間に期待を膨らませていることを描写していると評した。これは特に、伝統的なダナエ画に無い掌を前に向けて右手を上げた独創的なポーズに見られる。この姿によって、ゼウスとダナエの交わりという物語中の事件において、ダナエ自らの意思が強く関わるように表現されている。実は、この右手は当初少し低い位置に手の甲を見せてカーテンを開けるようなしぐさで描かれていたことがX線分析の結果判明し、パノフスキーが評するに全体の構図はフランチェスコ・アルバーニ (Francesco Albani) が描いたという『ダナエ』（現在は所在不明）の構図に近い。これが描き直されたのは1642年頃と思われる。
描かれているダナエの顔は、当初レンブラントの妻サスキアをモデルとしていたが、後年になってレンブラントの愛人ヘーヘルト・ディルクス (Geertje Dircx) の顔をモデルとして書き換えられている。

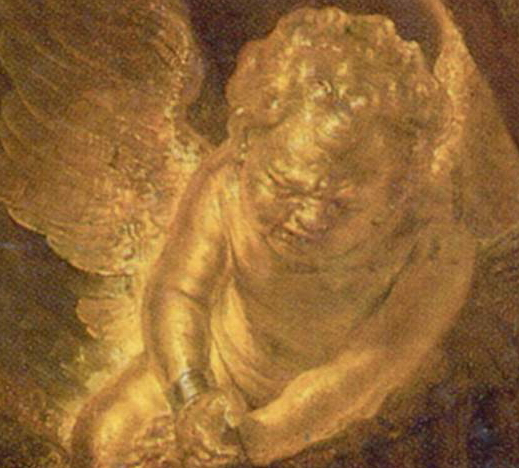
苦悶の表情を浮かべるクピド。右の翼はベッドの天蓋彫刻に溶け込むよう描かれている。

### 金色のクビト
ダナエの頭上には矢筒を背負う金色のクピドが、手を縛られ苦しんだ姿で描かれている。このように拘束され顔を歪めるクピドの表現は非常に珍しいもので、レンブラントのスケッチ『腕白小僧』（ベルリン国立美術館）もしくは油彩画『ガニュメデスの誘拐』（アルテ・マイスター絵画館）で描かれた泣き叫ぶ子供にその源を求める意見や、その表現が彫刻的な点からヘンドリック・デ・ケイゼルの彫刻『オラニエ』の一部にある『泣くクピド』ではないかという主張 もある。
この苦しむクピドが何のモチーフかという点には複数の意見があり、パノフスキーはダナエの純潔を表現すると論じた。アムステルダム大学のエリック・ヤン・スレイテルは中世絵画の伝統を重視する立場から、情況をモチーフとする手法が反映したものと考え、ダナエが幽閉された状態を示すと、パノフスキーを批判する主張を行った。

### 全体の表現
背景には老婆とその左側に壁のような面があるが、これはレンブラントに教えを受けたヘラルト・ドウが得意とした背景に視線を呼び寄せる「眼の入口」 とも言いがたいとされており、レンブラントは『ダナエ』において、純粋に鑑賞者の視線をダナエに向けさせようとする意図を持っていたと思われている。
この絵には訪問者であるゼウスを思わせる表現が無い。伝統的な『ダナエ』画では、金の滴やそれを降らせる雲が描かれたが、レンブラントはこれらを排除している。その意図は、絵画の鑑賞者にゼウスの役である彼女を訪問する情景を意識させ、それを積極的に受け入れようとするダナエと対面させようとした点が窺える。背面の壁やベッド下のサンダルはダナエの生殖器を暗示し、彼女の受容しようという意思を表現するという意見もある。

## レンブラントの履歴における『ダナエ』

### リアルさ
ダナエの物語は芸術の主題としてよく用いられ、古くはオウィディウスの文学『変身物語』（『転身物語』）や多くの絵が残された。中世までの絵画表現では図像的であったりキリスト教の受胎告知と結びついたような教条的表現に留まっていたが、16世紀のヤン・ホッサールトがモニュメンタルな作品を提示し、コレッジョが豊かな色彩で表現した官能的な作品をカール5世に献上するために描いた。ティツィアーノ・ヴェチェッリオも複数のダナエを描き、彫刻に対する彩色の優位やデッサンの重要性等の論議を起こした。

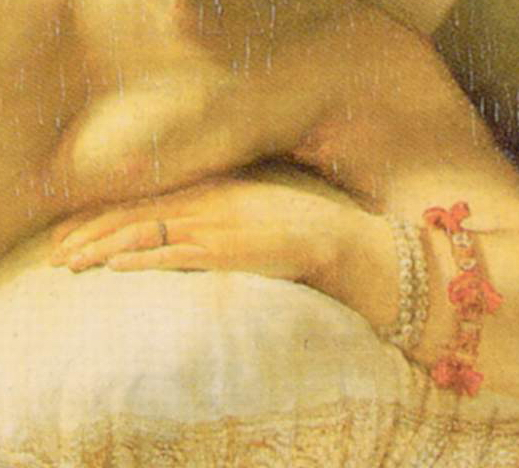
ダナエの左乳房がたわんだ描写も、身体の柔らかさをリアルに表現する。

このような流れの中、レンブラントはさらに現実性を重視した『ダナエ』を描いた。これは初の油彩ヌード画である1630年の『アンドロメダ (Andromeda Chained to the Rocks) 』で既に見られ、流れるような曲線で構成した彫刻的像ではなく現実の人物のような直線的な体の線を用いた描写である。また、皮膚も油の少ない絵具で意図的にざらざらした表面を生かした筆致で描いている。これも現実の肌がどのようなものかを意識し、リアルな印象を与えようと意図した。この荒々しいタッチはレンブラントの独創ではないが、色彩とともに彼がリアルで官能的なヌード画を描くために工夫を重ねた結果である。

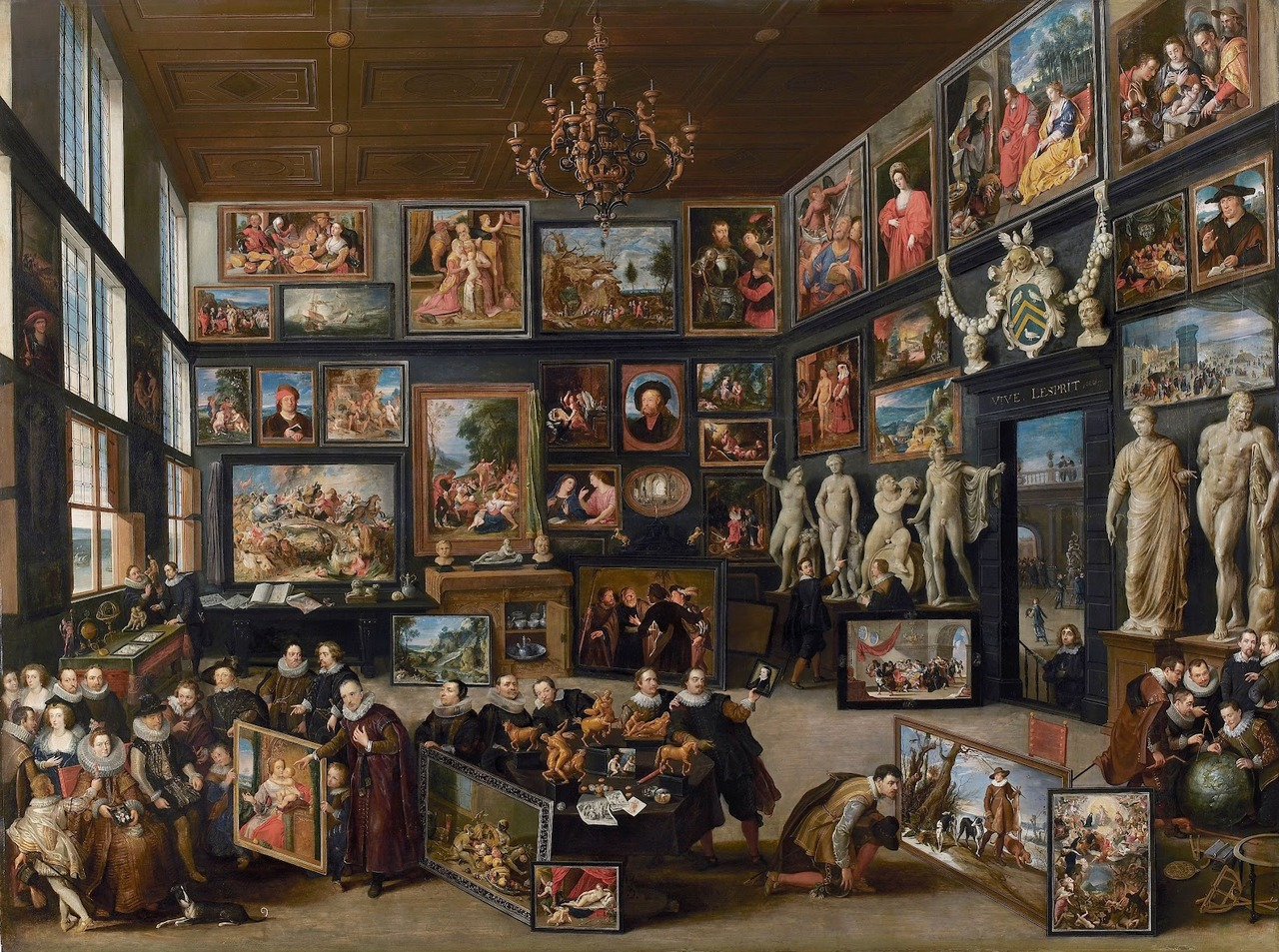
ヴィレム・ファン・ハーヒト作『コルネリス・ファン・デル・ヘーストの収集室』に描かれた『ダナエ』

レンブラントは、ヌード画が作者の技術を示す格好のモチーフと考えていた。これは、古くはガイウス・プリニウス・セクンドゥスの『博物誌』に描かれたアペレスの故事、神殿に奉納されたニキアスのヌード画、ヴィレム・ファン・ハーヒト『コルネリス・ファン・デル・ヘーストの収集室』 の正面に据えられた絵（ハーヒト画の『ダナエ』）に見られるように過去から存在した考え方であるが、レンブラントはこれを受け継ぎつつも、形式や理想化を廃し、優れた絵画は実物を凌駕するという理念を『ダナエ』にて具現化させた。この絵は破産するまでレンブラントは所有していたが、彼は自らの力量を顧客に示すために『ダナエ』を見せるために手放さず自宅に飾っていたのではという説もあり、1656年に纏められた彼の財産リストには「ダナエーが描かれた大きな絵（347番）」という記述がある。

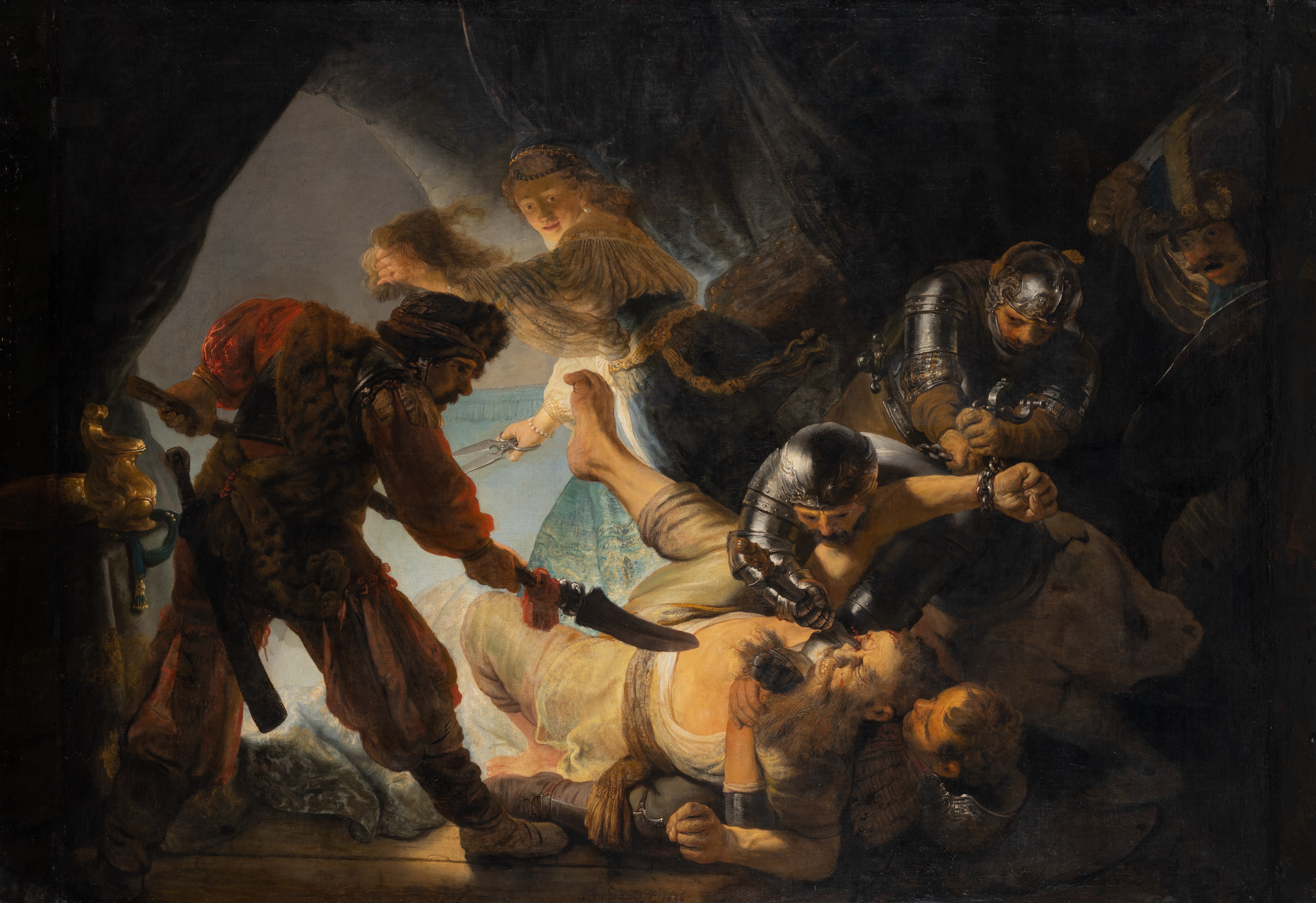
『ペリシテ人に目を潰されるサムソン』1635年。。

### 女性の力
レンブラントは『ダナエ』を、過去の同じモチーフに共通する「ゼウスをただ受容する」のではなく、自らの意思を示す姿で描いた。このような女性に主体性を与えるレンブラントの絵画は『ダナエ』に限られず、この特徴を尾崎彰宏は「女性の力」と名づけている。『ダナエ』の1年前に製作された『ペリシテ人に目を潰されるサムソン』 (シュテーデル美術館、フランクフルト) では、サムソンの髪を切り力を奪った女デリラが切った髪と鋏を見せつけるように描かれている。この絵でも彼女は「出来事を能動的に起こす女性」として描かれ、「女性の力」を表現したレンブラントの『ダナエ』と並ぶ双曲とみなされる。

## 破損と修復

### 切付けられたダナエ
『ダナエ』は1985年6月15日に、後に精神疾患の診断が下されるリトアニア人の青年ブロニュス・マイギースから硫酸を浴びせかけられた上に刃物で 二回切りつけられた。これにより画面中央ほぼ全ての顔料が溶け落ち、水滴状になって垂れ下がるという大きな損傷を負ってしまう。中でも大きな損傷を受けたのはダナエの顔、髪、右腕、両脚だった。
動機について男は、自分はダナエに誘われ、そして交わるために行為に及んだと話した。ダナエの股間に突き刺したナイフも、硫酸で絵を破壊したことも、この交わりの代替を目的にしていた。

### 修復
修復作業はその日のうちに開始され、化学者の助言も受けた修復技術者が画肌表面の洗浄にとりかかった。『ダナエ』を垂直に固定し、水を噴霧して硫酸を洗い流すことによってそれ以上の顔料の剥落を防ごうとしたのである。
『ダナエ』の修復は1985年から1997年の長期にわたって行われた。Ye.N.ゲラシモフを責任者として、エルミタージュ美術館の絵画修復専門家のA.G.ラフマン、G.A.シロコフや科学的方法論者のT.P.アリョーショナたちが修復作業にあたったが、完全に修復することはかなわなかった。